# Ауса
Ауса (на италиански: Ausa) е река в Сан Марино, общини Борго Маджоре, Серавале и Доманяно и Италия, регион Емилия-Романя. Дължината ѝ е 17,2 km. Според дължината си само в Сан Марино тя е най-дългата в държавата.

## Географска характеристика
Ауса тече в посока североизток. Няма притоци. Мястото, където напуска държавата, е най-ниската ѝ точка – 55 m н.в.

### Начало
Реката извира от планината Монте Титано в Борго Маджоре, Сан Марино. 

### Път
Преминава през 3 общини (на италиански: castelli, букв. замъци) в Сан Марино: Борго Маджоре, Серавале и Доманяно. В Италия преминава през региона Емилия-Романя, в него провинция Римини, в която пресича общините Кориано и Римини.

### Устие
Влива се в река Маречия в италианския град Римини като десен приток само на 2 km от Адриатическо море.

## История
Първоначално реката е разделяла града Римини на две и се е вливала в Адриатическо море. Между 1967 и 1972 г. е изграден бетонен канал, който отклонява реката от морето към Маречия. Днес старото корито на реката е превърнато в велосипедна и пешеходна алея, а мостовете се използват като надлези.